# Kyle Palmieri
Pour les articles homonymes, voir Palmieri.
Kyle Palmieri (né le 1er février 1991 à Smithtown, État de New York aux États-Unis) est un joueur professionnel américain de hockey sur glace.

## Biographie

### Carrière junior
Après deux saisons avec l'équipe de Développement des États-Unis, il se joint en 2009-2010 au Fighting Irish de Notre-Dame. Il récolte 17 points en 33 parties. Il avait été précédemment sélectionné par les Ducks d'Anaheim lors du repêchage de la Ligue nationale de hockey en 2009. 

### Carrière professionnelle

#### Ducks d'Anaheim
Il passe professionnel en 2010-2011 avec le club-école des Ducks dans la Ligue américaine de hockey, le Crunch de Syracuse.

#### Devils du New Jersey
Le 27 juin 2015, il est échangé aux Devils du New Jersey contre un choix de 2e tour en 2015 et un choix de 3e tour en 2016.  

#### Islanders de New York
Le 7 avril 2021, il est échangé avec Travis Zajac aux Islanders de New York en retour des attaquants A.J. Greer, Mason Jobst, d'un choix de 1er tour en 2021 et d'un choix conditionnel de 4e tour en 2022,. Le 1er septembre 2021, il signe un contrat de 4 ans et d'une valeur de 20 millions de dollars avec les Islanders.
Il réussit un troisième tour du chapeau en carrière le 2 mars 2024 mais cette fois, il réalise l'exploit en première période, devenant le joueur à compter trois buts le plus rapidement dans un match dans l'histoire des Islanders. En plus d'ajouter une passe décisive pour permettre aux Islanders de vaincre les Bruins de Boston 5 à 1, il se blesse au début de la deuxième période et ne revient pas dans le match.

### Carrière internationale
Il représente les États-Unis au niveau international. Il prend part aux sélections jeunes.

## Statistiques

### En club
| Saison     | Équipe                          | Ligue      |     | Saison régulière | Saison régulière | Saison régulière | Saison régulière | Saison régulière |    | Séries éliminatoires | Séries éliminatoires | Séries éliminatoires | Séries éliminatoires | Séries éliminatoires |
| Saison     | Équipe                          | Ligue      | PJ  | B                | A                | Pts              | Pun              | PJ               | B  | A                    | Pts                  | Pun                  |                      |                      |
| 2007-2008  | équipe de Développement des USA | NAHL       | 32  | 15               | 10               | 25               | 43               | -                | -  | -                    | -                    | -                    |                      |                      |
| 2008-2009  | équipe de Développement des USA | Ind.       | 33  | 15               | 15               | 30               | 51               | -                | -  | -                    | -                    | -                    |                      |                      |
| 2008-2009  | équipe de Développement des USA | NAHL       | 5   | 1                | 1                | 2                | 2                | -                | -  | -                    | -                    | -                    |                      |                      |
| 2009-2010  | Fighting Irish de Notre-Dame    | NCAA       | 33  | 9                | 8                | 17               | 36               | -                | -  | -                    | -                    | -                    |                      |                      |
| 2010-2011  | Crunch de Syracuse              | LAH        | 66  | 29               | 22               | 51               | 56               | -                | -  | -                    | -                    | -                    |                      |                      |
| 2010-2011  | Ducks d'Anaheim                 | LNH        | 10  | 1                | 0                | 1                | 0                | 1                | 0  | 0                    | 0                    | 0                    |                      |                      |
| 2011-2012  | Crunch de Syracuse              | LAH        | 51  | 33               | 25               | 58               | 53               | 4                | 1  | 1                    | 2                    | 0                    |                      |                      |
| 2011-2012  | Ducks d'Anaheim                 | LNH        | 18  | 4                | 3                | 7                | 6                | -                | -  | -                    | -                    | -                    |                      |                      |
| 2012-2013  | Admirals de Norfolk             | LAH        | 33  | 13               | 12               | 25               | 54               | -                | -  | -                    | -                    | -                    |                      |                      |
| 2012-2013  | Ducks d'Anaheim                 | LNH        | 42  | 10               | 11               | 21               | 9                | 7                | 3  | 2                    | 5                    | 4                    |                      |                      |
| 2013-2014  | Ducks d'Anaheim                 | LNH        | 71  | 14               | 17               | 31               | 38               | 9                | 3  | 0                    | 3                    | 14                   |                      |                      |
| 2014-2015  | Admirals de Norfolk             | LAH        | 2   | 0                | 0                | 0                | 4                | -                | -  | -                    | -                    | -                    |                      |                      |
| 2014-2015  | Ducks d'Anaheim                 | LNH        | 57  | 14               | 15               | 29               | 37               | 16               | 1  | 3                    | 4                    | 4                    |                      |                      |
| 2015-2016  | Devils du New Jersey            | LNH        | 82  | 30               | 27               | 57               | 39               | -                | -  | -                    | -                    | -                    |                      |                      |
| 2016-2017  | Devils du New Jersey            | LNH        | 80  | 26               | 27               | 53               | 46               | -                | -  | -                    | -                    | -                    |                      |                      |
| 2017-2018  | Devils du New Jersey            | LNH        | 62  | 24               | 20               | 44               | 30               | 5                | 1  | 2                    | 3                    | 6                    |                      |                      |
| 2018-2019  | Devils du New Jersey            | LNH        | 74  | 27               | 23               | 50               | 42               | -                | -  | -                    | -                    | -                    |                      |                      |
| 2019-2020  | Devils du New Jersey            | LNH        | 62  | 25               | 20               | 45               | 41               | -                | -  | -                    | -                    | -                    |                      |                      |
| 2020-2021  | Devils du New Jersey            | LNH        | 34  | 8                | 9                | 17               | 18               | -                | -  | -                    | -                    | -                    |                      |                      |
| 2020-2021  | Islanders de New York           | LNH        | 17  | 2                | 2                | 4                | 2                | 19               | 7  | 2                    | 9                    | 10                   |                      |                      |
| 2021-2022  | Islanders de New York           | LNH        | 69  | 15               | 18               | 33               | 57               | -                | -  | -                    | -                    | -                    |                      |                      |
| 2022-2023  | Islanders de New York           | LNH        | 55  | 16               | 17               | 33               | 24               | 6                | 2  | 3                    | 5                    | 4                    |                      |                      |
| 2023-2024  | Islanders de New York           | LNH        | 82  | 30               | 24               | 54               | 26               | 5                | 1  | 2                    | 3                    | 12                   |                      |                      |
| Totaux LNH | Totaux LNH                      | Totaux LNH | 818 | 246              | 233              | 479              | 415              | 68               | 18 | 14                   | 32                   | 54                   |                      |                      |

### Statistiques en équipe nationale
| Année | Équipe         | Compétition                  |   | PJ | B | A | Pts | Pun | +/-                |  | Résultat |
| 2008  | États-Unis U18 | Championnat du monde -18 ans | 7 | 2  | 2 | 4 | 4   | +7  | Médaille de bronze |  |          |
| 2010  | États-Unis U20 | Championnat du monde junior  | 7 | 1  | 8 | 9 | 4   | +8  | Médaille d'or      |  |          |
| 2011  | États-Unis U20 | Championnat du monde junior  | 6 | 2  | 4 | 6 | 0   | +2  | Médaille de bronze |  |          |
| 2012  | États-Unis     | Championnat du monde         | 7 | 2  | 2 | 4 | 8   | +2  | 7e place           |  |          |
| 2016  | États-Unis     | Coupe du monde               | 2 | 0  | 0 | 0 | 0   | 0   | 7e place           |  |          |

## Trophées et honneurs personnels

### LAH
- 2011 : sélectionné pour le Match des étoiles avec l'Association de l'Est de la LAH

### LNH
- 2018-2019 : participe au 64e Match des étoiles